# Fuguira/Bauloc
Fuguira/Bauloc ist eine osttimoresische Aldeia. Sie liegt im Nordosten des Sucos Dare (Verwaltungsamt Vera Cruz, Gemeinde Dili). In Fuguira/Bauloc leben 207 Menschen (2015).

## Lage und Einrichtungen
Nordwestlich liegt die Aldeia Lemorana, westlich die Aldeia Coalau II und südlich die Aldeia Fila Beba Tua. Im Osten grenzt Fuguira/Bauloc an den Suco Lahane Ocidental und im Norden an den Suco Vila Verde.
Die Häuser gruppieren sich entlang der Straße, die von Dare im Süden zur Landeshauptstadt Dili im Norden führt. Im Süden befindet sich ein katholisches Bildungszentrum mit einer Grundschule, einer Prä-Sekundarschule und dem Priesterseminar Nossa Senhora da Fatima. Der Sitz der Aldeia liegt im Norden.